# 26. základní škola Plzeň

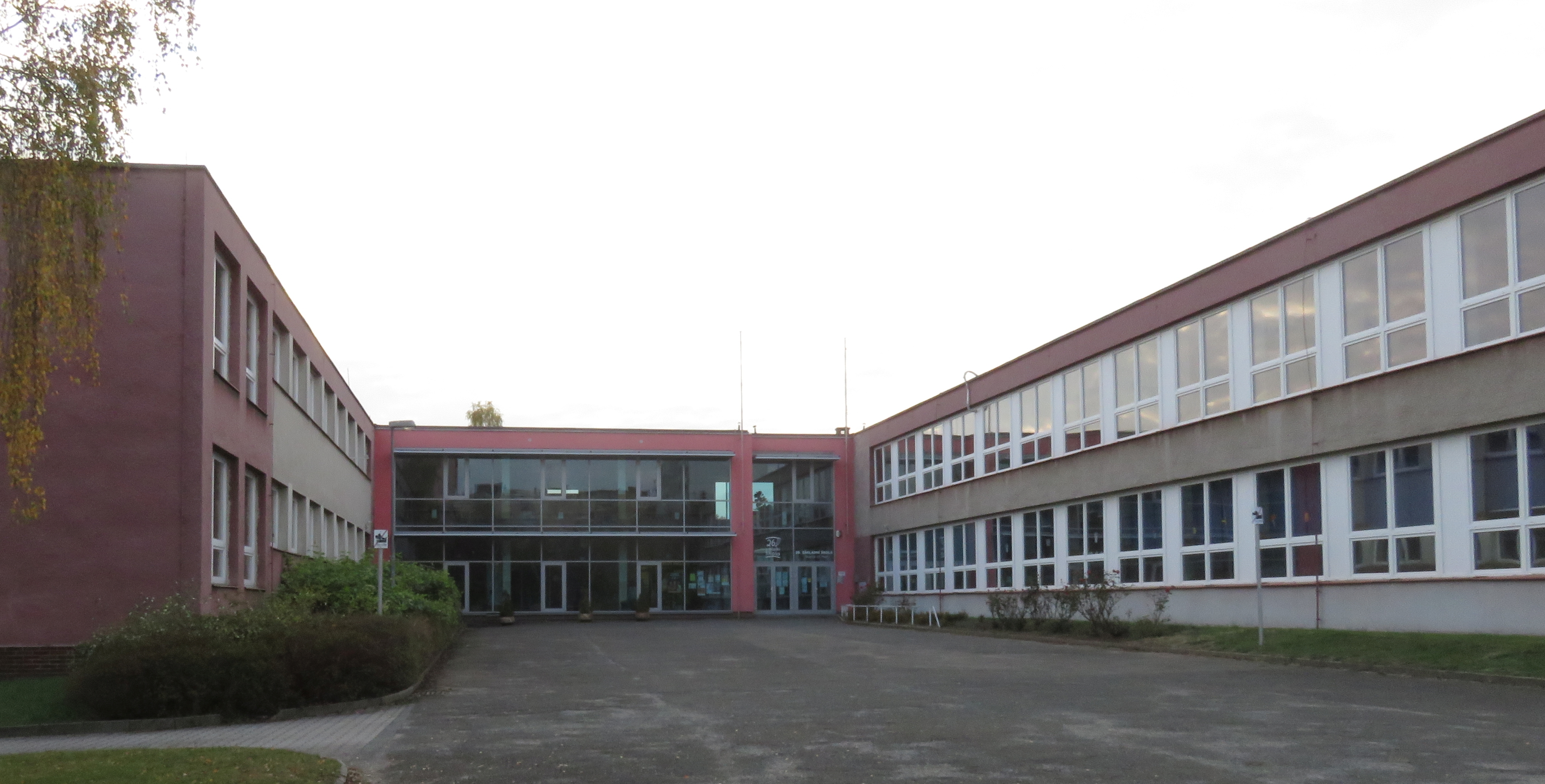
26. základní škola Plzeň Bory

26. základní škola Plzeň je jedna z plzeňských základních škol zřizovaných městem Plzní.

## Umístění
Areál hlavní školní budovy s adresou Skupova č. 22 se rozkládá u křižovatky ulic U Borského parku a Baarova na Borech. Škola se nachází na okraji panelového sídliště, v sousedství obchodního centra Luna, mnoha sportovišť a nedaleko Borského parku. Hlavní budova je umístěna v širším centru města, v klidové zóně a u klidné ulice. Budova v Liticích se nachází v Přeučilově 12, v těsném sousedství s přehradní nádrží České Údolí, poblíž zříceniny hradu Litice.

## Historie školy
V druhé polovině 60. let 20. století proběhla výstavba panelového sídliště na Borech. Architekt Vladimír Belšán v urbanistickém konceptu rozčlenil sídliště na čtyři odlišné obytné skupiny, přičemž ve čtvrté skupině soustředil dvě základní školy, nákupní středisko, restauraci a hotelový dům. Škola byla otevřena 1. září 1970 pouze s 1. stupněm, druhý stupeň se škola rozrostla v následujícím roce. Protože v bezprostřední blízkosti stála již jeden rok fungující 11. ZŠ, byla pro rozlišení označována podle barvy fasády jako "Růžovka". V roce 1998 byla ke škole připojena Základní škola v Liticích (do té doby 27. základní škola), kde probíhá výuka od prvního do pátého ročníku pro zhruba 100 žáků. Škola má právní subjektivitu od počátku roku 2001.
Škola je krajským úřadem Plzeňského kraje od září 2005 určena k poskytování jazykové přípravy včetně výuky ČJ dětem cizinců z Evropské unie pro jejich začlenění do základního vzdělávání.

## Současnost
Škola patří mezi tzv. tvořivé školy, tj. vyučující podle vzdělávacího programu Tvořivá škola. V letech 2009–2012 byla škola jedním z 18 partnerů projektu Tvořivá škola - čtení a psaní s porozuměním, jehož cílem bylo zdokonalení a zavedení a šíření nových vyučovacích metod zaměřených na zlepšení schopnosti čtení, čtenářské gramotnosti a porozumění psanému textu do výuky. Základní škola vytváří výukové programy a učební materiály určené pro odbornou veřejnost i samostatně, např. v rámci projektu Škola pro život v letech 2010–2012. Učitel Pavel Hurt se stal vítězem prvního ročníku městské soutěže pro učitele ZŠ nazvané Plzeňská PUMA neboli Pedagog učící moderně a atraktivně.
Škola je vybavena odbornými pracovnami, dílnami, modelovnou, kuchyňkou, školní družinou, tělocvičnou a od roku 2008 víceúčelovým sportovním hřištěm. Na prostorné školní zahradě se nachází malé školní hřiště s prolézačky. Školní jídelna je společná s 11. ZŠ, v jejímž areálu se nachází. Ve školním roce 2016/17 má škola 610 žáků, z toho 400 žáků na I. stupeň a 210 žáků na II. stupeň. Je zde zaměstnáno 37 pedagogů a 10 vychovatelek školní družiny.